# 大倉邦彦

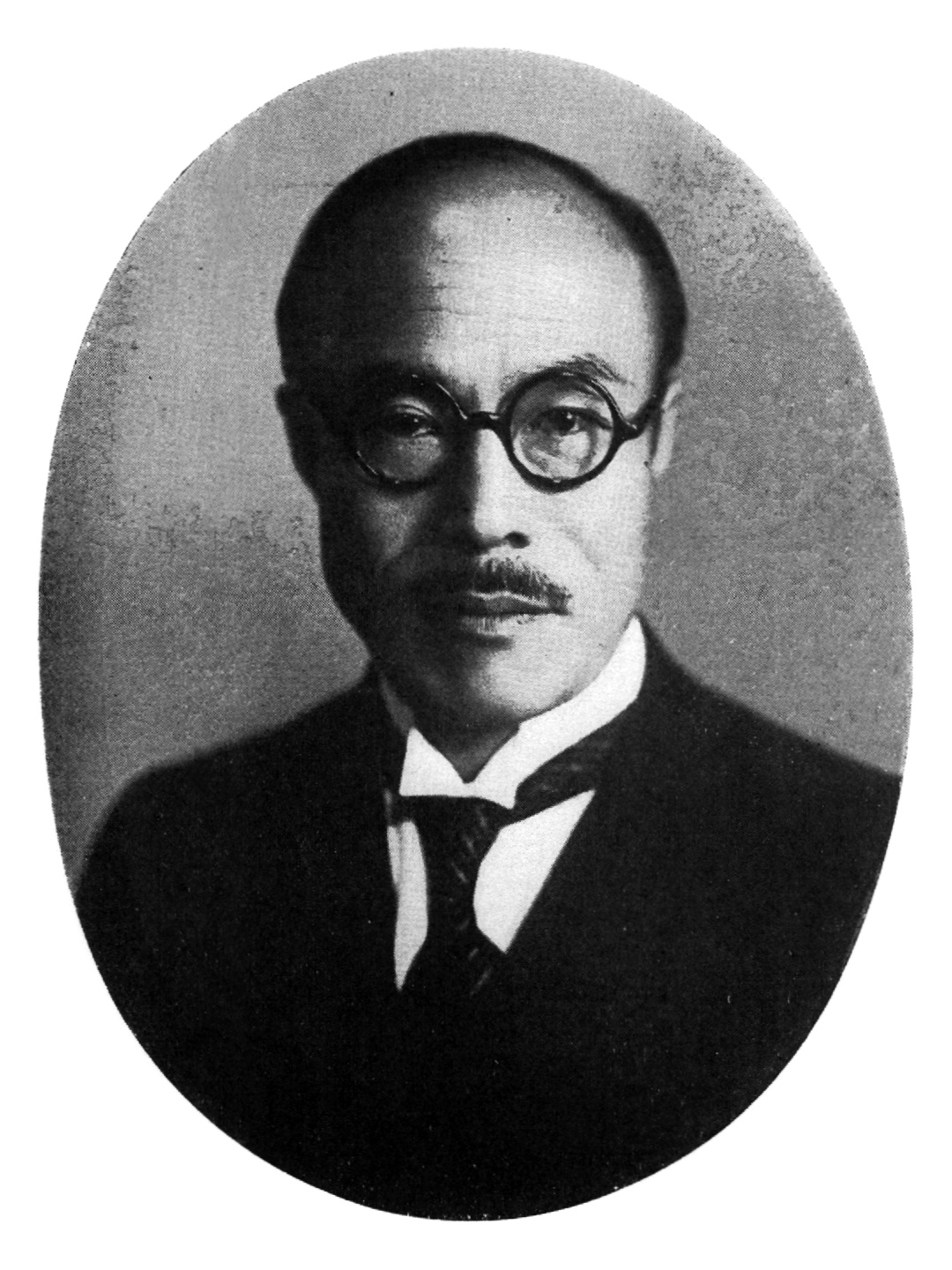
大倉邦彦

大倉 邦彦（おおくら くにひこ、旧姓：江原、1882年（明治15年）4月9日 - 1971年（昭和46年）7月25日）は、日本の実業家・教育者。号を三空居士と称した。大倉喜八郎の大倉財閥とは全く関係がない。
大倉洋紙店（現・新生紙パルプ商事）会長。現在の神奈川県横浜市港北区大倉山に大倉精神文化研究所を創設。第10・11代東洋大学学長。

## 略歴

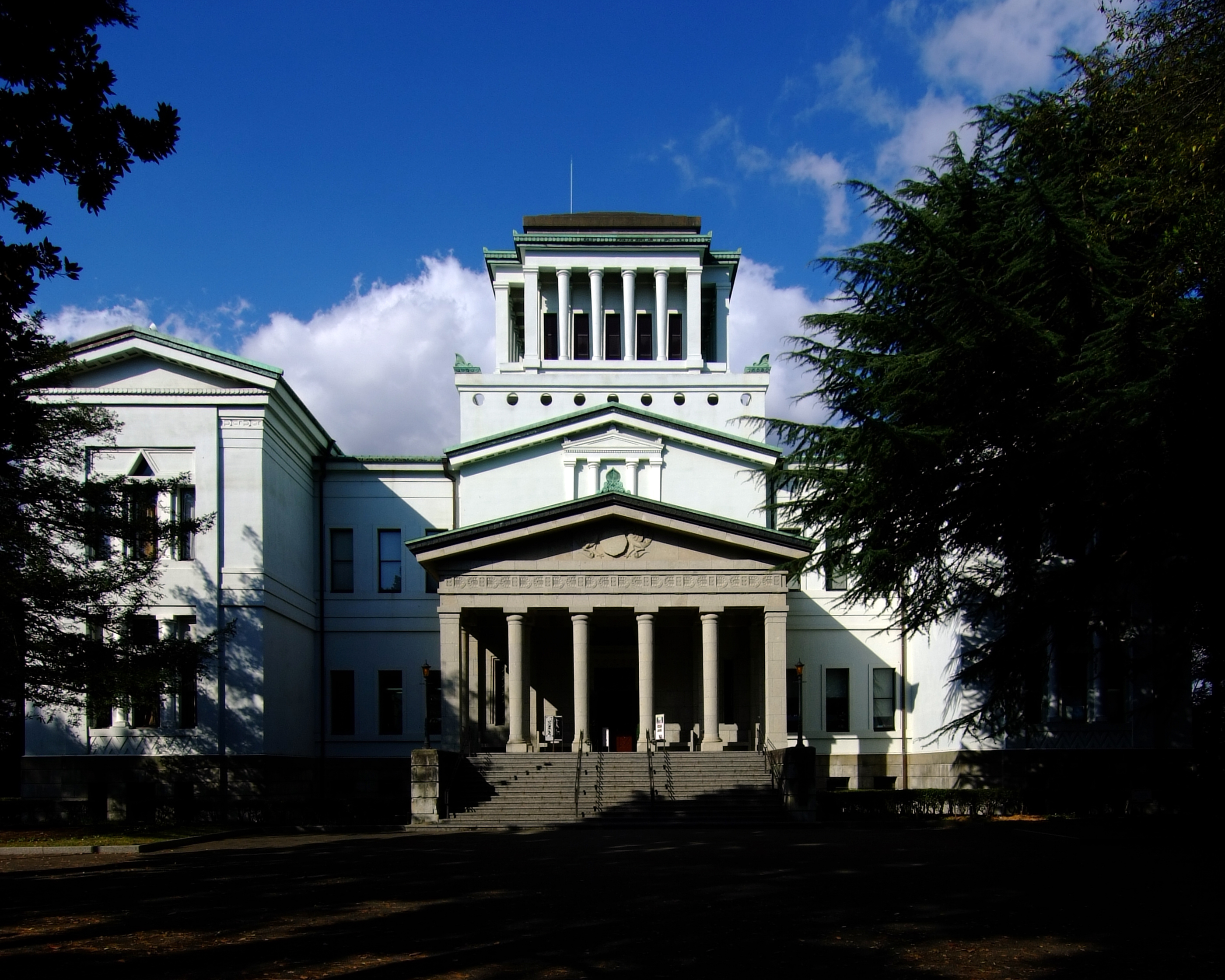
大倉精神文化研究所

1882年4月9日、佐賀県神埼郡西郷村（現神埼市）の士族・江原家に生まれる。1902年に旧制佐賀中学校、1906年に上海の東亜同文書院を卒業の後、大倉洋紙店に入社。社長の大倉文二に見込まれて婿養子となり、その後社長に就任、事業を大きく発展させる。
日本の教育界・思想界の乱れを憂えた邦彦は、教育の重要性を説き、私財を投じて東京目黒に富士見幼稚園、郷里である佐賀県西郷村に農村工芸学院などを開設したほか、この考えをさらに広く普及させるべく、1932年には現在の神奈川県横浜市港北区大倉山に大倉精神文化研究所を創設する。また、1937年、第10代東洋大学学長に就任し、在任は2期6年に渡った。
このほか社会教育会理事、修養団評議員、神奈川県武道会評議員、神奈川県昭和塾顧問、聖徳太子奉賛会評議員、町田報徳会評議員、日本文化協会評議員、国際文化振興会評議員、日本文化中央連盟理事、中央教化団体連合会調査委員、大文洋行主、小田原製紙株式会社社長、特種製紙株式会社社長、大倉製作所主、日本金網株式会社監査役となり、太平洋戦争中は大政翼賛会や大日本産業報国会などの諸団体でも要職を務めた。
戦後まもない1945年12月2日、連合国軍最高司令官総司令部は日本政府に対し大倉を逮捕するよう命令（第三次逮捕者59名中の1人）。A級戦犯の容疑で巣鴨プリズンに勾留されたが、後に嫌疑がはれて釈放され、研究所理事長兼所長に復帰する。戦中戦後の混乱期に研究所は何度も存亡の危機を迎えたが、邦彦は全私財をなげうって研究所の維持に尽力した。1961年大倉洋紙店会長となる。1971年、数々の功績が認められ、教育功労者として勲三等旭日中綬章（旭日章）を賜る。同年7月25日（三空忌）に逝去。享年89。

## 大倉邦彦と東洋大学

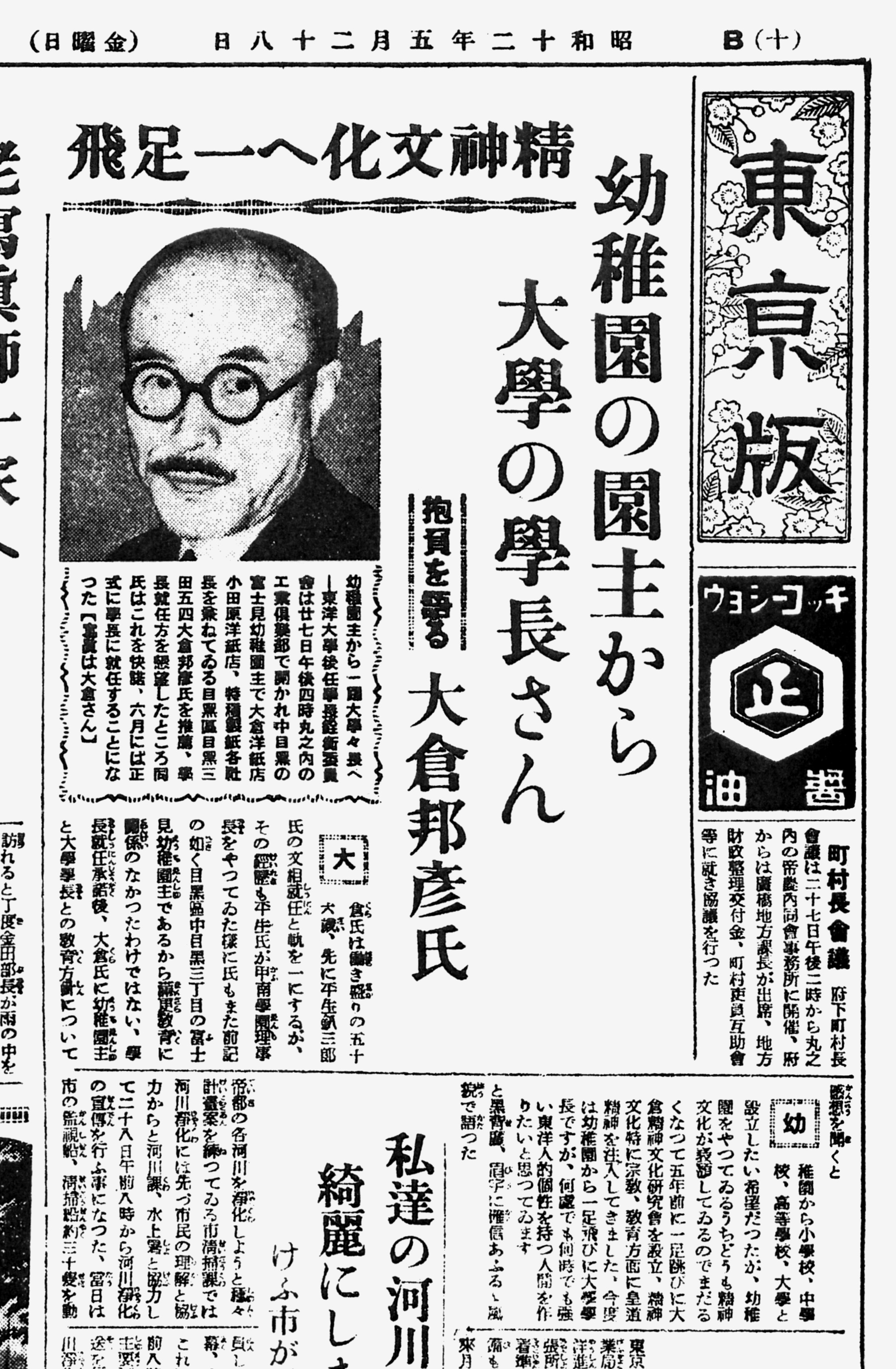
大倉邦彦の学長就任を報じる『東京朝日新聞』 （1937年5月28日付朝刊10面）

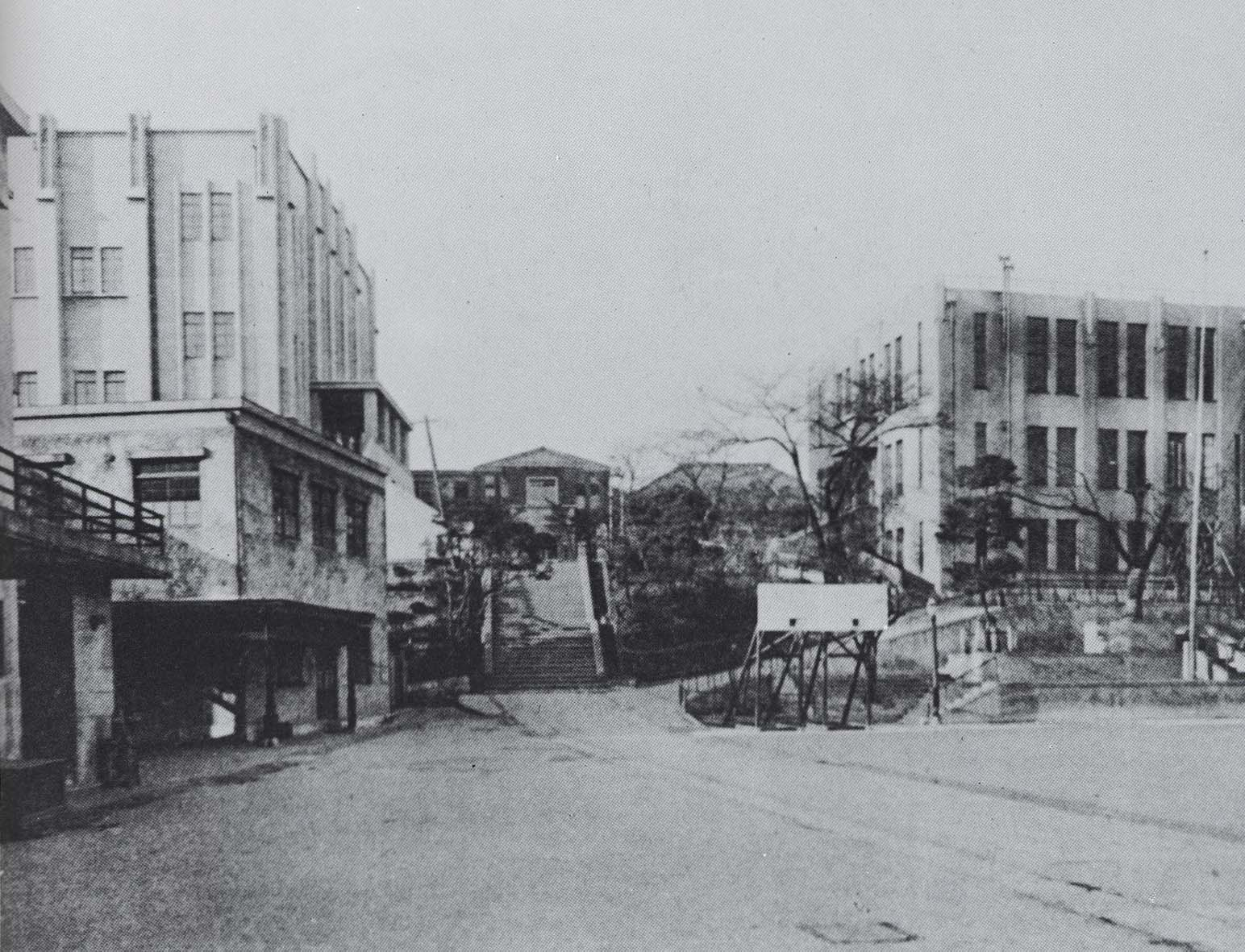
戦前の東洋大学原町校舎

東洋大学は1937年の学長銓衡にあたって、学外から大倉邦彦を招聘した。学外者に就任を要請した背景には次の3つの問題があった。
1. 思想的な問題 - 戦時下の当時では超国家主義への右翼的「革新」が叫ばれていたが、大倉は「言論界の革新陣営に、はなはだ好評であった」[4]人物で、東洋大学の建学精神（護国愛理）と大倉の堅持する精神とが全く合致するものであることを強調し[5]「本学への協力を懇望した」[6]のである。
2. 経営問題 - 1937年（昭和12年）には、学生数600人、新入生270人を予想して予算が立案されたが、実際の学生数は377人で[7]、「収入は予想額の4割の大幅減」[8]であった。このような慢性的な悪化状況にあった大学経営の打破を、「財界において数社の社長を兼ね、相当な財力、経営手腕」[6]を持っていた大倉に期待したのである。
3. 学内教員の問題 - 1931年（昭和7年）頃からの「学祖の精神に還れ」という復古運動の根底には、「東京大学依存の教育体制を徐々に改め、私学の独立を期す」[9]という目的があった。哲学館以来、東洋大学は「東京帝国大学の出店」といわれて、東洋大学の学歴のみで「教壇に立つ者は、絶無の状況で」[10]あったので、校友側は新たな学長を擁立して「東洋大学民族主義」を促進しようという政治的意図があったのである。

それまで教育においても研究においても不振続きであった東洋大学に、学問も具体的な形で社会の役に立たなければならないと考えていた大倉は、その後、卒業生の活動分野をより一層拡大、強化することを狙う。そして「福利教養講座」「満州講座」を発展させ、1939年に専門部拓殖科、1941年には専門部経済教育科を新設したのである。
それまで文科系単科大学だった東洋大学にとって、これら2学科の新設は新たに社会科学系の分野を開拓しただけでなく、学生の就職をサポートすることにもつながった。一時は377人にまで激減した学生数は大倉の施策によって減少傾向はとどまった。その後は学部、予科、専門部とともに学生数が増加し、6年後の1943年度には1491人にまで増加したのである。

## 栄典
- 紺綬褒章 - 1936年
- 勲三等旭日中綬章（旭日章） - 1971年

## 著書
- 『感想（其一）～（其十三）』1925年～1937年
- 『MY THOUGHTS（英文）』ウェストミンスター社、1926年
- 『THOUGHTS（英文対訳）』1926年
- 『処世信念』千倉書房、1937年
- 『勤労教育の理論と方法』三省堂、1938年
- 『日本産業道』日本評論社、1939年
- 『随想 飛び石』青年書房、1940年
- 『神祇教育と訓練』神祇院教務局指導課、1942年
- 『大倉邦彦選集』潮文閣、1942年
- 『日本精神の具体性』1942年
- 『大東亜建設と教養』弘道館、1942年
- 『産霊の産業』大日本産業報国会、1942年
- 『臣道実践』産霊書房、1943年
- 『勤労世界観』明世堂、1944年
- 『感想』大倉山座禅会、1967年
- 『大倉邦彦の『感想』－魂を刻んだ随想録－』大倉精神文化研究所、2003年

## 関連文献
- 愛沢恒雄「私の学監、その前後」『東洋大学史紀要』第1巻、東洋大学百年史編纂室、1983年、46-75頁、ISSN 0910-0032、CRID 1050001338860677376。
- 西義雄「昭和初期の学園」『東洋大学史紀要』第3巻、東洋大学百年史編纂室、1985年、104-144頁、ISSN 0910-0032、CRID 1050564288814100480。